# Tarlina
Tarlina is een geslacht van spinnen uit de familie Gradungulidae. De typesoort van het geslacht is Tarlina noorundi

## Soorten
Het geslacht kent de volgende soorten:
- Tarlina daviesae Gray, 1987
- Tarlina milledgei Gray, 1987
- Tarlina noorundi Gray, 1987
- Tarlina simipes Gray, 1987
- Tarlina smithersi Gray, 1987
- Tarlina woodwardi (Forster, 1955)